# Gloucester-Island-Nationalpark
Der Gloucester-Island-Nationalpark (engl.: Gloucester Island National Park) ist ein Nationalpark im Osten des australischen Bundesstaates Queensland.

## Lage
Er liegt 950 Kilometer nordwestlich von Brisbane und 30 Kilometer östlich von Bowen. Er ist Teil des UNESCO-Weltnaturerbes Great Barrier Reef.
In der Umgebung liegen die Nationalparks Molle Islands und Whitsunday Islands; am Festland der Dryander-Nationalpark.

## Landesnatur
Die Insel auf dem Festlandssockel ist einsamer als die anderen Inseln des Whitsunday Islands, bietet aber ebenso sandige Buchten, Riffe  und tropischen Regenwald. Auch die umgebenden, kleinen Inseln Armit Island und Saddleback Island gehören zum Nationalpark.

## Geschichte
Die Insel wurde vom britischen Seefahrer und Forscher James Cook 1770 entdeckt, aber irrtümlich für ein Kap des Festlandes gehalten. Deshalb gab er dem Land den Namen Cape Gloucester. Später erkannte man, dass es sich um eine Insel handelte. Seitdem heißt die Insel 'Gloucester Island', während das Kap südlich davon inoffiziell 'Cape Gloucester' genannt wird.

## Fauna
Auf der Insel gibt es eine Kolonie der stark gefährdeten Proserpine-Felskängurus. Daneben kann man viele Vögel beobachten.

## Einrichtungen und Zufahrt
Das Zelten ist in der Bona Bay oder der East Side Bay auf der Hauptinsel, ebson wie auf Armit Island und Saddleback Island möglich. Dort gibt es Toiletten, Picknicktische und Schutzdächer.
Die Inseln sind nur mit privaten und einigen kommerziellen Booten zu erreichen. Da die Inseln relativ ungeschützt vor der Küste im Ozean liegen, ist auf Wetterwarnungen zu achten.